# 米西 (卡尔瓦多斯省)
米西（法語：Missy，法語發音：[misi] ⓘ）是法国卡尔瓦多斯省的一个旧市镇，原属于卡昂区。2016年，米西与市镇努瓦耶博卡日合并为新市镇努瓦耶-米西。2017年，努瓦耶-米西与临近的2个市镇合并为新市镇瓦勒达里并改属维尔区，努瓦耶-米西为新市镇行政中心。

## 地理
米西（49°7'18"N, 0°33'6"W）面积5.06 平方千米，位于法国诺曼底大区卡爾瓦多斯省，该省份为法国西北部沿海省份，北濒大西洋英吉利海峡，东北与滨海塞纳省以海上边界相接，东临厄尔省，南至奧恩省，西与芒什省接壤。
与米西接壤的市镇（或旧市镇、城区）包括：布日、加夫吕、奥东河畔格兰维尔、勒洛舍尔、努瓦耶博卡日、泰塞勒、努瓦耶-米西。
米西的时区为UTC+01:00、UTC+02:00（夏令时）。

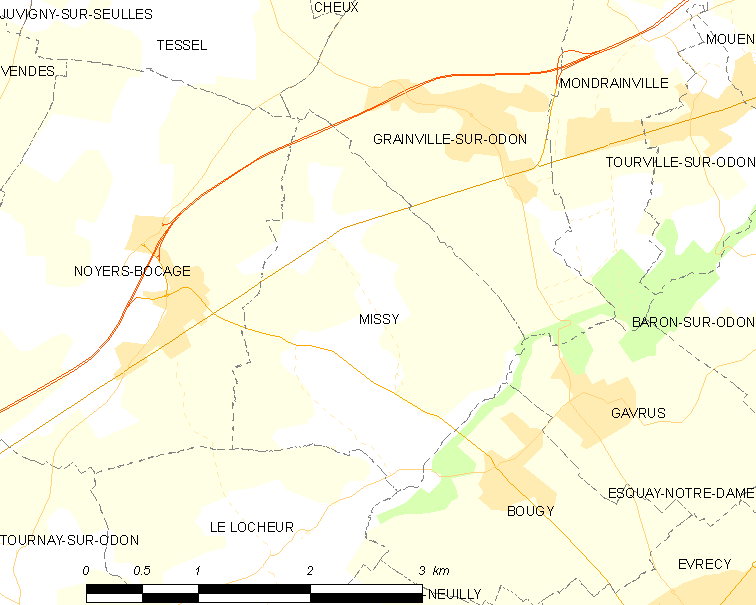
米西的OSM定位图

## 行政
米西的邮政编码为14210，INSEE市镇编码为14432。

## 政治
米西所属的省级选区为莱蒙多奈县。

## 人口

1962-2008年间米西人口变化图示

米西于2018年1月1日时的人口数量为508人。